# رونی اسالیوان
رونالد آنتونیو اُ_سالیوان یا رونی اُ_سالیوان (به انگلیسی: Ronnie O'Sullivan) متولد وست‌میدلند در انگلستان است. او یکی از بهترین بازیکنان اسنوکر است طوری که خیلی ها او را بهترین این ورزش میدانند. او با توجه به بازی کاملاً سریع خود در دنیای اسنوکر ملقب به موشک (به انگلیسی: The Rocket) است. قریب به سی سال است که نام اسنوکر با نام این بازیکن عجین شده و از وی به عنوان برند و شناسنامه این ورزش یاد میشود. او توسط افراد زیادی به عنوان پراستعدادترین فرد در این رشته شناخته شده‌است. اسالیوان با کسب ۴۰ عنوان قهرمانی مؤثر در رنکینگ مختلف، پر افتخارترین بازیکن مسابقات جهانی این رشته است.
اُسالیوان در سال‌های ۲۰۰۱، ۲۰۰۴، ۲۰۰۸، ۲۰۱۲ و ۲۰۱۳ , ۲۰۲۰ و ۲۰۲۲ قهرمان جهان شده‌است که به رکورد استیفن هندری با ۷ قهرمانی جهان رسید. وی در پایان ۵ فصل (۲۰۰۲/۰۳، ٬۲۰۰۴/۰۵ ۲۰۰۵/۰۶، ۲۰۰۸/۰۹ و ۲۰۰۹/۱۰و۲۰۲۰/۲۱) در رده‌بندی امتیازی فدراسیون جهانی اسنوکر در رده نخست جای گرفته‌ است. او در مجموع تاکنون موفق به کسب بیش از ۷۶ عنوان قهرمانی در رقابتهای رنکینگی و غیر رنکینگی مختلف بین‌المللی اسنوکر شده‌است که شامل ۴۰ عنوان مؤثر در رنکینگ (رکورددار)  و ۲۲ عنوان قهرمانی از مسابقات موسوم به تاج سه گانه (رکورددار) شامل ۷ قهرمانی در مسابقات قهرمانی جهان (رکورددار)، ٨ قهرمانی در مسابقات مسترز (رکورددار) و ۸ قهرمانی در مسابقات قهرمانی بریتانیا (رکورددار) و همچنین ۳۷ عنوان قهرمانی غیر رنکینگی که از جمله آن ها ۴ عنوان قهرمانی در مسابقات قهرمان قهرمانان (رکورددار)  می باشد.
او همچنین نخستین اسنوکرباز تاریخ این رشته است به رکورد استثنایی ثبت بیش از ۱۰۰۰بریک بالای ۱۰۰رسیده است.
با قهرمانی در مسابقات قهرمانی جهان در سال ۲۰۲۰ که با شکست دادن کایرن ویلسون در فینال به دست آمد؛ رونی اسالیوان به پر افتخارترین اسنوکر باز تاریخ تبدیل شد و از استیون هندری عبور کرد.
رونی در اکتبر ۲۰۲۲ با پیروزی مقابل مارکو فو قهرمان مسابقات غیر رنکینگی مسترز هنگ کنگ شد؛ مسابقه فینال بین او و مارکو فو با حضور ۹۰۰۰ تماشاگر برگزار شد که این مسابقه را رکورددار پرتماشاگر ترین مسابقه تاریخ اسنوکر کرد.

## رکوردهای منحصربه‌فرد
اُسالیوان دارای رکورد ثبت سریع‌ترین حداکثر امتیاز (به انگلیسی: Maximum break) تاریخ ورزش اسنوکر با زمان ۵ دقیقه و ۸ ثانیه است، که وی این رکورد را در مسابقات قهرمانی جهان در سال ۱۹۹۷ کسب کرده‌است. این رکورد وی در رکوردهای جهانی گینس به ثبت رسیده است. وی دارای رکورد جوان‌ترین قهرمان مسابقات امتیازی اسنوکر دنیاست. جایی که وی در سن ۱۷ سالگی موفق به قهرمانی در رقابتهای امتیازی بزرگ بریتانیا شد. اُسالیوان تاکنون در طول دوران ورزش حرفه‌ای خود موفق به کسب ۱۵ حداکثر امتیاز (بریک ۱۴۷ امتیاز) شده‌است و رکورد استیون هندری قهرمان بازنشسته و سابق جهان با ۱۱ حداکثر امتیاز را شکسته‌است.البته او چندین بار هم به نشانه اعتراض به جایزه کم، از ثبت این بریک خودداری کرده است. او همچنین از نظر کسب جایزه نقدی مسابقات رسمی اسنوکر با درآمد بیش از ۱۲ میلیون پوند رکورددار جهان در این زمینه است. و تاکنون موفق به ثبت ۱۲۰۲ بریک بالای ۱۰۰ امتیاز (به انگلیسی: Century break) شده‌است، که از این لحاظ نیز رکورددار دنیای اسنوکر است.
رونی در سال ۲۰۲۲ و در دور اول مسابقات اسنوکر اوپن اسکاتلند و در جریان برتری ۴-۰ مقابل لی بنگنینگ موفق به زدن سنچری در زمان سه دقیقه و سی و چهار ثانیه (۲۱۴ ثانیه) شد که این سنچری با اختلاف تنها ۳ ثانیه تبدیل به دومین سنچری سریع تاریخ پس از سنچری ۲۱۱ ثانیه ای تونی دراگو در مسابقات قهرمانی بریتانیا در سال ۱۹۹۶ شد.

## زندگی شخصی
او در ۵ دسامبر سال ۱۹۷۵ به دنیا آمد. او در چیگوِل به دنیا آمد و در همان‌جا بزرگ شد. او در ۱۰ سالگی موفق به کسب اولین بریک بالای ۱۰۰ شد و در سن ۱۵ سالگی اولین حداکثر امتیاز غیررسمی را به نام خود به ثبت رساند. یک سال بعد و در سن ۱۶ سالگی وی توانست با قهرمانی در مسابقات آماتوری اسنوکر جهان به اتحادیه اسنوکربازان حرفه‌ای جهان راه یابد.
پدر او رونالد جان اُ سالیوان و مادرش ماریا اُ سالیوان هستند. پدر رونی در سال ۱۹۹۲ مرتکب قتل شده و ۱۸ سال زندانی شد. مادرش هم در سال ۱۹۹۶ بخاطر فرار مالیاتی به ۱ سال زندان محکوم شد.
رونی سه فرزند دارد: تیلور ان مگنوس از رابطه دو ساله او با سالی مگنوس، لیلی و رونی از رابطه‌ او با جو لنگلی که در انجمن معتادان ناشناس با او آشنا شده بود.
او در ماه اکتبر سال ۲۰۱۸ با به دنیا آمدن فرزند تیلور، پدربزرگ‌ هم شد. رونی سال ۲۰۱۳ با لایلا روآس بازیگر و رقاص معروف نامزد کرد که رابطه آن ها تا سال ۲۰۲۲ ادامه یافت.
رونی در بازی و زندگی خود کمال گرا، خود خواه و ستیزه جو است. او از افسردگی بالینی نیز رنج میبرد و سابقه مصرف دارو و الکل در شروع دوران حرفه ای خودش را داشت. در سال ۲۰۱۱ او با استیو پیترز روانشناس ورزشى کار کرد تا تغییراتی در رفتار خود ایجاد کند و به کمک او موفق شد عناوین زیادی را کسب کند.
او بعد از قهرمانی در مسابقات قهرمانى جهان در سال ۲۰۱۲ ترجیح داد که تقریبا ۱ سال در هیچ مسابقه ای شرکت نکند و در یک اتفاق عجیب او موفق شد یک سال بعد دوباره در همان مسابقات اول و از عنوان خودش دفاع کند.
رونی طرفدار پروپاقرص فوتبال و هوادار آرسنال است. او به مسابقات موتورسواری هم علاقه زیادی دارد. رونی همچنین عاشق ورزش دو است و رکورد ۳۴ دقیقه و ۵۴ ثانیه نیز در مسابقات دو ۱۰ کیلومتر به ثبت رساند که او را میان ۱۵۰۰ نفر برتر این رشته در بین ۱۰۰۰۰ دونده در سال ۲۰۰۸ قرار داد.
رونی علاقه فراوانی به آشپزی دارد و ریانون لمبرت متخصص معروف تغذيه، از دوستان صمیمی اوست که با همکاری هم کتاب Top Of Your Game را منتشر کردند.
رونی سالیوان همچنین سه رمان جنایی ( Double Kiss, Framed, The Break ) را با همکاری املین ریس نوشته است. اگر چه این رمانها شرح زندگی او نیست اما تا حدودى از تجربیات اولیه و زندگی خانوادگی او الهام گرفته اند.
علاوه بر این رونی دو شرح حال از خود در سال ۲۰۰۳ و ۲۰۱۳ نیز نوشته است.
رونی در سال ۲۰۲۳ شرح حالی جدیدی از خود به نام Unbreakable منتشر کرد. او همچنین یک دوره‌ی آموزشی تخصصی اسنوکر را به نام The Rocket Method را در۱۲ قسمت تهیه کرده است که این دوره در تاریخ ۳۱ اوت و به صورت آنلاین منتشر می‌شود .
رونی یک مینی سریال به نام Ronnie O'Sullivan's American Hustle هم دارد که در آن، برای آشنایی و یادگیری بیشتر با فرهنگ و هنر بیلیارد در آمریکا، به آنجا سفر می کند.
رونی در سال ۲۰۱۶ به خاطر خدمات مؤثر در اسنوکر نشان نشان امپراتوری بریتانیا (OBE) را دریافت کرد.